# Bělá (Město Libavá)
Bělá (Duits: Seibersdorf, soms ter onderscheiding van andere plaatsen met dezelfde naam Bělá u Města Libavá genoemd, ook de namen Hučovice en  Hunčovice komen voor) is een voormalige Moravische gemeente in de huidige gemeente Město Libavá in Tsjechië.

## Geschiedenis
- 1364 – De eerste schriftelijke vermelding van Bělá als Zeyffersdorf.
- 1949 – Het oostelijke gedeelte van het grondgebied van de gemeente Bělá inclusief de bebouwde kom wordt opgenomen in het nieuw opgerichte militaire oefenterrein Vojenský újezd Libavá. Alle inwoners moesten de gemeente verlaten en de gemeente houdt op te bestaan.
- 2016 – De voormalige bebouwde kom van Bělá komt op het grondgebied van de (heropgerichte) gemeente Město Libavá te liggen.[1]